# Трассоискатель
Трассоискатель (кабелеискатель) — средство обнаружения для определения местоположения и глубины залегания подземных коммуникаций, по которым протекает электрический ток (например, силовых кабелей, трубопроводов, находящихся под напряжением электрохимической защиты, подземных металлических коммуникаций, запитанных от внешнего генератора). Многие трассоискатели имеют в комплекте генератор переменного тока, что позволяет искать металлические коммуникации в активном режиме — самостоятельно подпитывая их.
По конструкции и способу использования выделяют ручные, судовые, подводные (водолазные) трассоискатели. Наиболее сложные модели трассоискателей подключаются к портативному компьютеру и позволяют при помощи специального программного обеспечения получать полную информацию о пространственном положении подземных и подводных коммуникаций на обследуемой территории.
Трассоискатели используются для определения мест повреждения кабельных линий, обследования участков местности перед проведением земляных работ, проведения работ по поиску скрытой проводки, мониторинга состояния магистральных трубопроводов.